# 国道55号

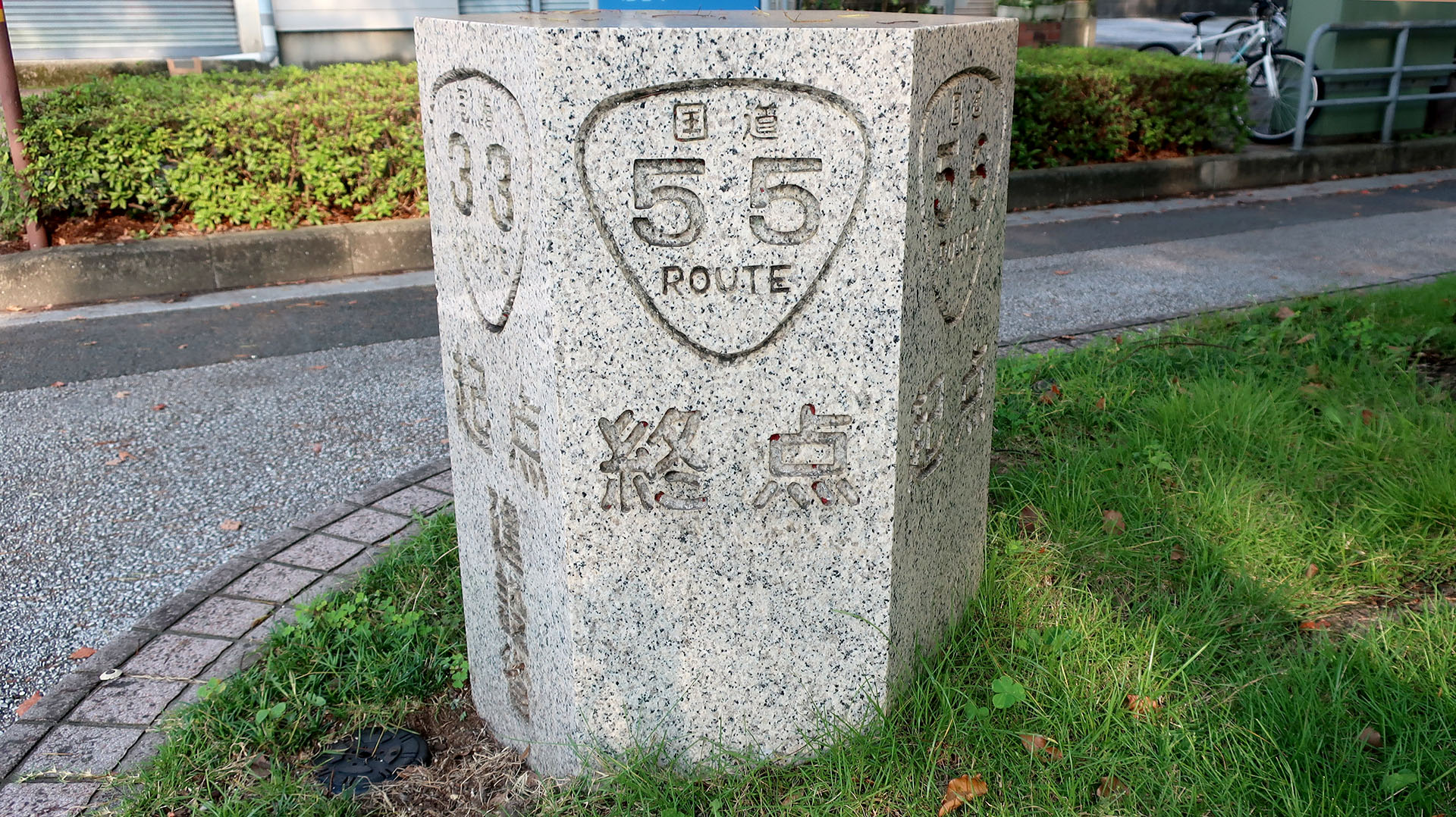
高知市 道路元標
国道55号 終点
高知県高知市 県庁前交差点

国道55号（こくどう55ごう）は、徳島県徳島市から室戸市を経由して、高知県高知市に至る一般国道である。

## 概要

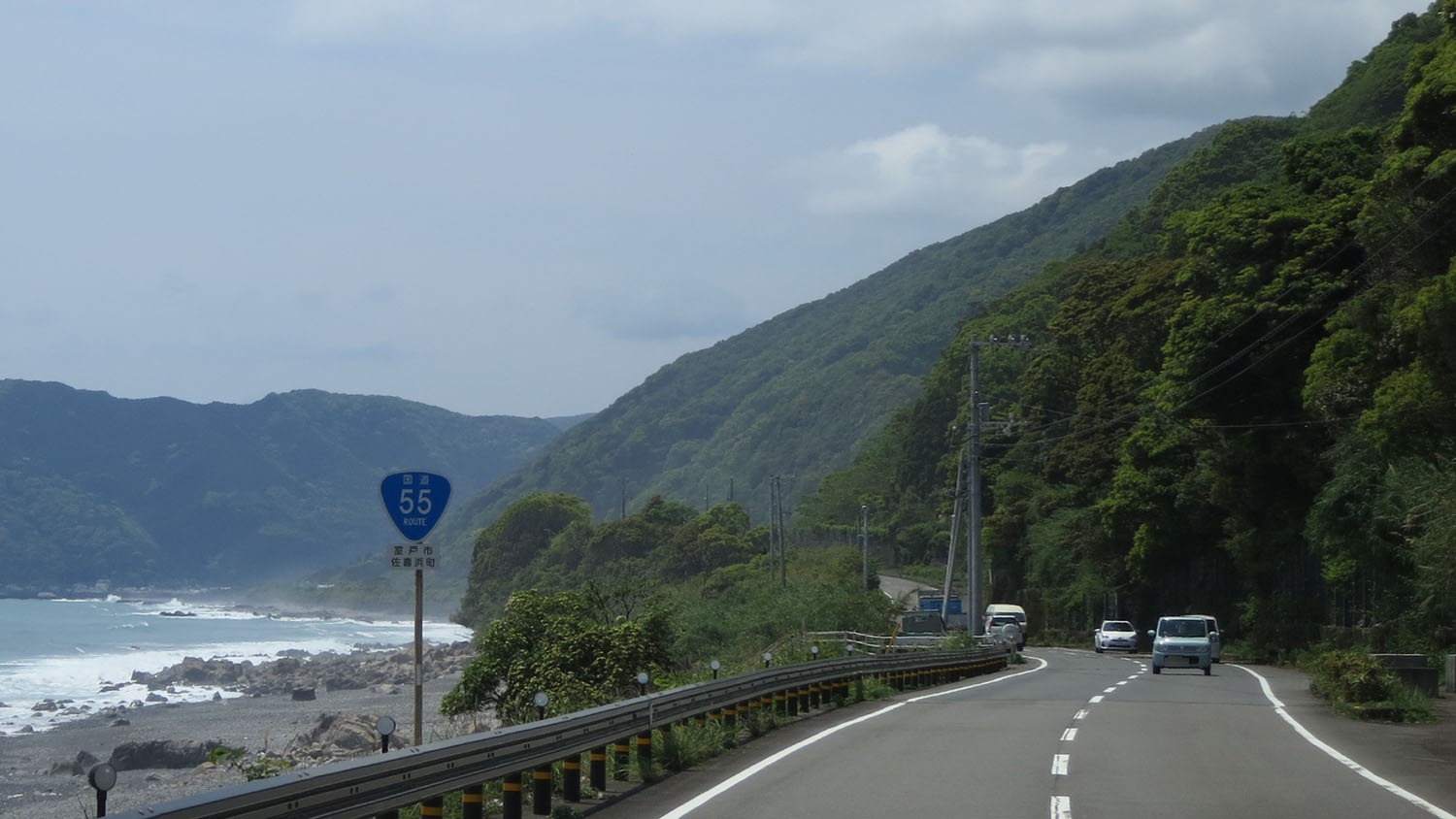
室戸岬沿いを通過する
高知県室戸市佐喜浜町

路線全体の約半分が、室戸岬を含む海岸沿いを占めており、急勾配・急カーブもほとんど存在しないことからドライブコースとしても利用される。沿線の好眺望ゾーンは同時に台風常襲地帯でもあり、夏から秋にかけては沿道の山腹崩壊や落石、高波などによって通行規制が敷かれることも少なくない。また、大津波警報の発令など津波の襲来が予想される場合にも通行規制が敷かれることがある。
大部分が旧土佐東街道に並行しているが、阿南市付近ではやや内陸を走る旧土佐東街道に対して国道55号は海沿いを走っている。この区間を通過する場合は旧土佐東街道に並行する徳島県道130号大林津乃峰線（旧国道55号）・徳島県道24号羽ノ浦福井線を走行する方が距離が短いほか、現在整備中の徳島南部自動車道・阿南安芸自動車道も短絡ルートを形成する。
なお、国道55号では東南海・南海地震時発生等における被災状況等の把握のため、2010年度（平成22年度）に高知県の東洋町から芸西村までの区間、2011年度（平成23年度）に徳島県の小松島市大林町から海陽町宍喰及び高知県の香南市手結山から南国市明見までの区間で、ヘリコプターから視認できる対空標示（道路の起点からの距離を示すキロ程の数字）を国道路面に表示する整備が実施された（交差点やトンネル内などを除く）。
市街化が急速に進んだ徳島市南部、バイパス整備が遅れている阿南市橘地区、また1970年代早々に4車線路が整備された高知市 - 南国市などは、交通量が大変多く渋滞が発生しやすい傾向にある。
高知県東洋町 - 室戸市の海岸沿いの区間は、四国地方整備局から発表されている「道路の走りやすさマップ」において、最良の「Sランク」の評価をうけている。
徳島市沖浜付近から小松島市芝生までおよび、阿南市福井（福井ダム付近）から室戸岬を越えて香南市野市までは、現代の遍路道となっており、多くの遍路が利用する道となっている。一部に別ルートや旧道、自転車専用道路などがあるのでそちらを利用する遍路が多いが、美波町日和佐から安芸市街地までの区間では数多く歩き遍路の姿を見かける。日和佐の薬王寺から室戸岬の最御崎寺まで、約75 kmの間には四国八十八箇所札所がないため、中には暑い日中を避けて夜を徹して歩く遍路もいる。
また、高知県安芸市下山において上下線が分離されている。理由は、神木である“なぎの木”のためである。

### 路線データ
一般国道の路線を指定する政令に基づく起終点および重要な経過地は次のとおり。
- 起点：徳島市（かちどき橋1丁目1番1、かちどき橋南詰 ＝ 国道11号起点、国道28号終点）
- 終点：高知市（本町五丁目144番、県庁前交差点 ＝ 国道32号終点、国道33号・国道56号・国道194号・国道195号・国道197号・国道493号起点）
- 重要な経過地：小松島市、阿南市、徳島県海部郡牟岐町、同郡海南町[注釈 2]、高知県安芸郡東洋町、室戸市、同郡奈半利町、安芸市、南国市
- 総延長 : 246.2 km（徳島県 100.2 km、高知県 146.1 km）重用延長を含む[4][注釈 3]
- 重用延長 : 8.7 km（徳島県 - km、高知県 8.7 km）[4][注釈 3]
- 未供用延長 : なし[4][注釈 3]
- 実延長 : 237.5 km（徳島県 100.2 km、高知県 137.4 km）[4][注釈 3]
  - 現道 : 201.8 km（徳島県 88.4 km、高知県 113.3 km）[4][注釈 3]
  - 旧道 : なし[4][注釈 3]
  - 新道 : 35.8 km（徳島県 11.7 km、高知県 24.0 km）[4][注釈 3]
- 指定区間：徳島市かちどき橋1丁目1番1から高知市本町五丁目144番（全線）[5]

## 歴史

### 年表
- 1953年（昭和28年）5月18日 - 二級国道194号高知徳島線（高知県高知市 - 徳島県徳島市）[6]。
- 1962年（昭和37年）5月1日 - 一級国道に昇格。一級国道55号（徳島県徳島市 - 高知県高知市）として指定[7]。194号は高知市 - 西条市の路線に採番される。
- 1965年（昭和40年）4月1日 - 一級二級制度廃止に伴い、一般国道55号（徳島県徳島市 - 高知県高知市）として指定[3]。

### 工事概要
- 1963年（昭和38年）
  - 4月 - 国直轄施工による一次改築事業開始。
  - 8月 - 徳島県阿南市橘町、福井町および海部郡牟岐町内、高知県香美郡赤岡町 - 安芸郡芸西村間等で改良工事着手。
  - 9月 - 室戸市内改良着手。
- 1965年（昭和40年） - 南国バイパス着手[8]。
- 1966年（昭和41年） - 羽ノ浦バイパス着手。阿南市 - 日和佐町間星越峠改良着手。
- 1969年（昭和44年）
  - 3月 - 大山岬改築完了[9]。
  - 9月 - 羽ノ浦バイパス完成[10]。
- 1970年（昭和45年）4月 -　南国バイパス後免高須間供用。
- 1971年（昭和46年）
  - 3月 - 星越峠改良を完了。
  - 11月 - 日和佐地区1次改良を完了[10]。
- 1973年（昭和48年）3月 - 高知県東洋町甲浦の改良を完了[11]。宍喰町内改良を最後に徳島県内一次改築完了[10]。これにより国道55号、56号によるWルートが完成。4月、南国バイパス全線供用[10]。阿南道路事業化。
- 1975年（昭和50年）10月 - 室戸岬付近の改築完了[11]。
- 1979年（昭和54年）3月 - 室津局改完成[12]。
- 1983年（昭和58年）12月 - 坂本局改完成[13]。
- 1989年（平成元年）3月 - 南国バイパス全線4車線化完成[14]。

### 災害
- 1966年（昭和41年）5月21日、県東部の集中豪雨により室戸から佐喜浜にかけ寸断され10日間通行止め[8]。
- 1970年（昭和45年）8月21日、物部川橋が欠傷し13日間通行止め[9]。
- 2003年（平成15年）11月29日、室戸市佐喜浜町から東洋町野根にかけて低気圧・前線による集中豪雨による土石流により通行止め[15]。

## 路線状況

### 別名
- 土佐浜街道、土佐東街道：徳島と高知を結ぶ歴史街道名。国道55号がその道筋を踏襲する[16]。
- 電車通り（高知市内で土佐電鉄線との並走区間）
- 八坂八浜：徳島県牟岐町 - 海陽町

### バイパス

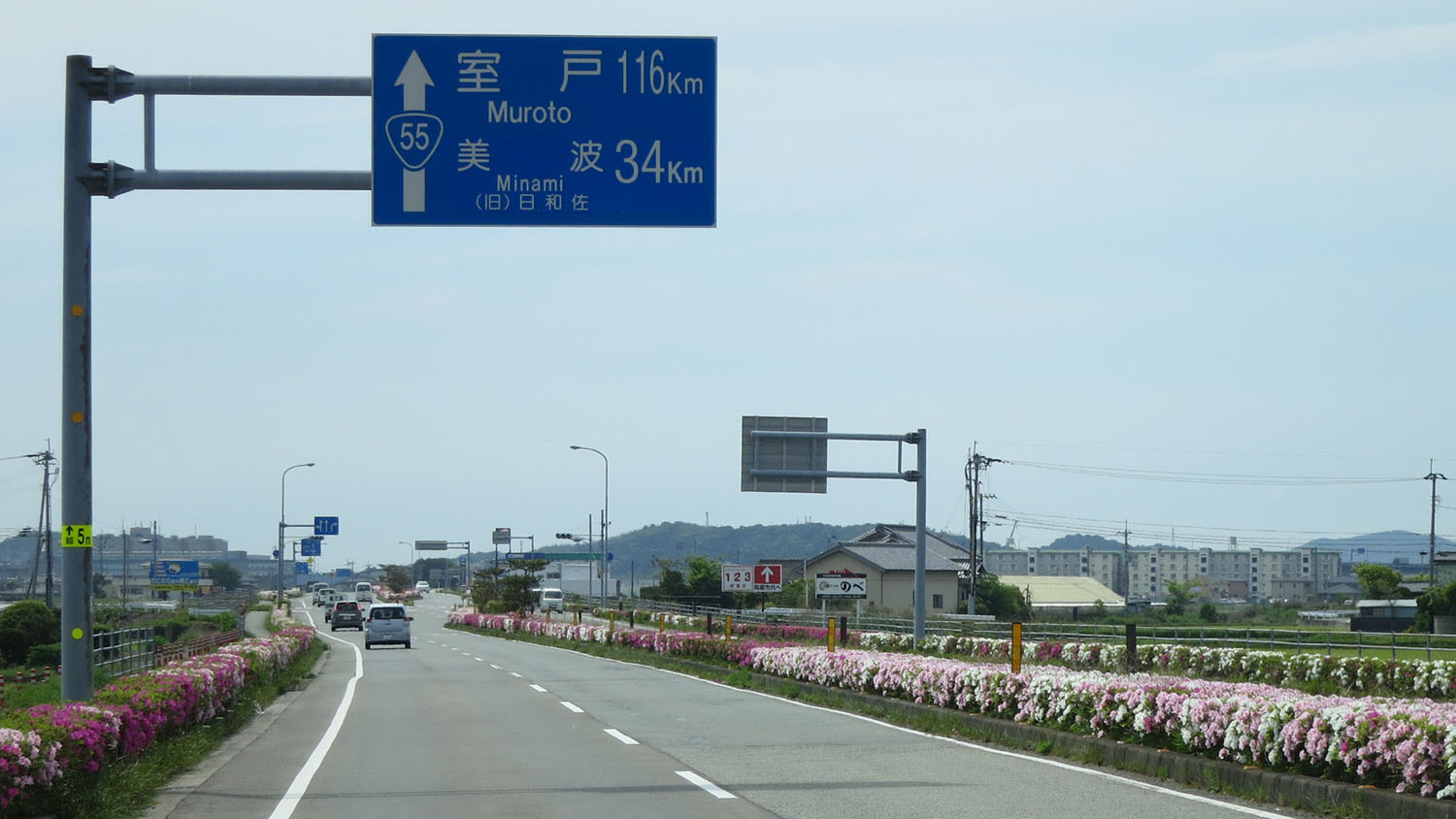
阿南道路
徳島県阿南市那賀川町

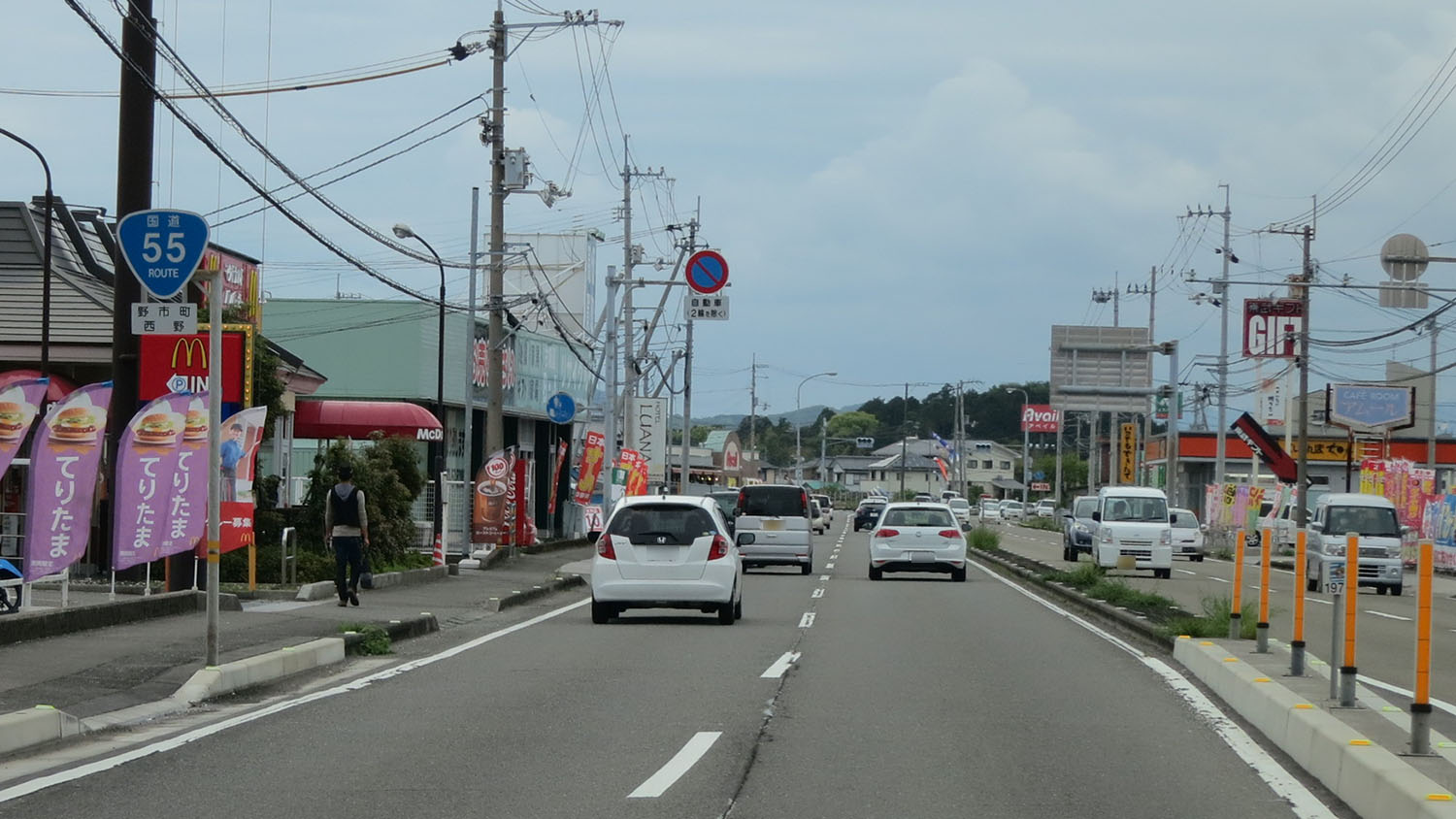
南国バイパス
高知県香南市野市町西野

- 徳島県内

徳島南バイパス（徳島県徳島市 - 小松島市）

阿南道路（徳島県小松島市 - 阿南市）

羽ノ浦バイパス（徳島県阿南市）
羽ノ浦バイパスは、徳島県阿南市羽ノ浦町宮倉から羽ノ浦町中庄間に計画されたバイパスである。2015年（平成27年）4月1日、徳島県に移管され徳島県道130号大林津乃峰線の一部となった。
牟岐道路
牟岐道路は、徳島県海部郡牟岐町内妻から海部郡海南町浅川間に計画された4.7 kmのバイパスである。当該区間は線形も悪く、降雨時には土砂崩壊等がたびたび発生することから事前通行規制区間にも指定されていた。それを解消するために1973年（昭和48年）に事業着手された。道路規格は第3種第3級、車線数は2車線、道路幅員は10 m、車線幅員は3.0 m、設計速度は50 km/hである。工事は1979年（昭和54年）に着手し、1983年（昭和58年）12月には、牟岐町内妻から海南町福良2.8 kmが供用し、1996年（平成8年）3月には全線完成供用した。また同年4月には通行規制区間が解除された。主な構造物としては、内妻高架橋（橋長347 m）、福良トンネル （延長265 m、幅9.5 m） 1987年（昭和62年）完成がある。
- 高知県内

吉良川改良
室戸市黒耳地区、室戸市吉良川町平尾地区680 m, 同市吉良川町西灘地区1.3 kmの3区間総延長4.5 kmの改良工事である。1980年（昭和55年）度に工事開始。黒耳地区は1985年（昭和60年）3月30日に供用、平尾地区1993年（平成5年）7月に供用、西灘地区1998年（平成10年）10月に供用。
構造規格 : 3種3級
設計速度 : 50 km/h
幅員構成 : 9.75 - 11.0 m
元改良
室戸市元字岩谷口東新町から元字米ケ谷西1.1 kmの改良工事である。1999年（平成11年）度に工事開始。2002年（平成14年）7月に供用。
構造規格 : 3種3級
設計速度 : 50  km/h
幅員構成 : 12.0 m
当地区の砂浜には、アカウミガメが産卵に訪れるため、構造を橋梁形式とし、海岸へ光が漏れにくくするため壁面に埋め込み照明を採用し防音対策にも配慮している。
南国バイパス（高知県香南市野市町東野から高知市小倉町まで）

自動車専用道路（事業中・一部供用済み）
- 大臣指定高規格幹線道路
高知東部自動車道（南国安芸道路 - 高知県南国市から安芸市までの区間）
- 地域高規格道路
阿南安芸自動車道 （日和佐道路 - 徳島県阿南市から日和佐町までの区間）（大山道路、高知県安芸市）

### 重複区間

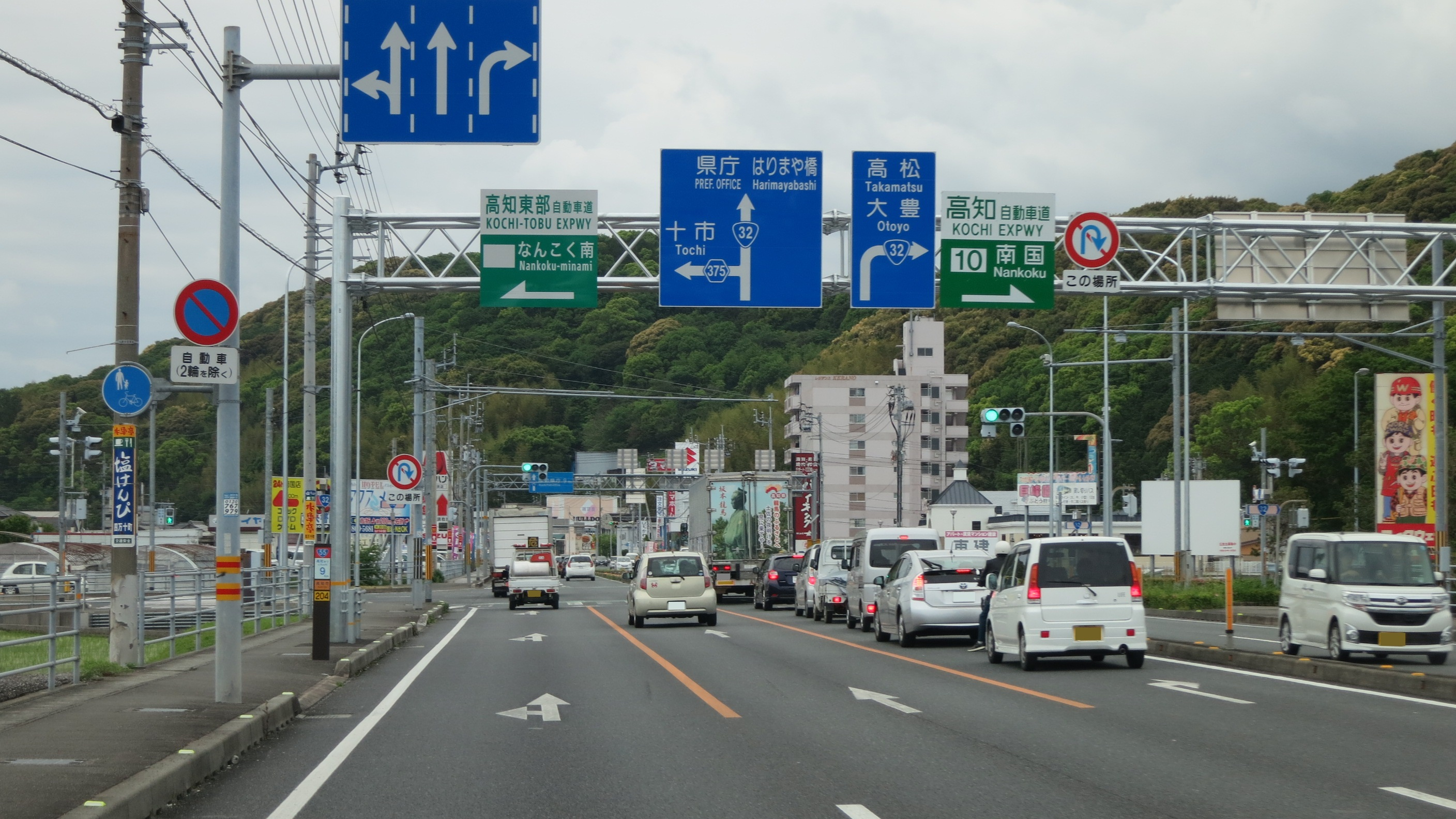
国道32号（重複区間）へ合流
高知県高知市介良甲

- 国道195号（徳島県徳島市かちどき橋1丁目・かちどき橋南詰交差点（起点） - 阿南市橘町・橘西交差点）
- 国道493号（高知県安芸郡奈半利町乙 - 高知市本町5丁目・県庁前交差点（終点））
- 国道32号（高知県高知市介良甲 - 高知市本町5丁目・県庁前交差点（終点））
- 国道195号（高知県高知市知寄町3丁目・知寄町三丁目交差点 - 高知市本町5丁目・県庁前交差点（終点））
- 国道56号・国道197号（高知県高知市知寄町1丁目・知寄町一丁目交差点 - 高知市本町5丁目・県庁前交差点（終点））

### 道路施設

#### 橋梁
- 徳島県
  - 沖須賀橋（冷田川、徳島市）
  - 大野橋（園瀬川、徳島市）
  - 三軒屋橋（大谷前配水路、徳島市）
  - 大松川橋（多々羅川、徳島市）
  - 勝浦川橋（勝浦川、小松島市）
  - 江原橋（小松島市）
  - 菖蒲田橋（神田瀬川、小松島市）
  - 源氏橋（田野川、小松島市）
  - よしつね橋（天王谷川、小松島市）
  - 立江川橋（立江川、小松島市）
  - たぶのせ橋（阿南市）
  - 幾島川橋（幾島川、阿南市）
  - 那賀川大橋（延長579 m[22]、那賀川、阿南市）
  - 桑野川大橋（桑野川、阿南市）
  - 湊大橋（福井川、阿南市）
  - 大西橋（福井川、阿南市）
  - 内妻高架橋（延長347 m[18]、海部郡牟岐町）
  - 新海部大橋（海部川、海部郡海陽町）
- 高知県
  - 甲浦大橋（安芸郡東洋町）
  - 野根大橋（野根川、安芸郡東洋町）
  - 室戸大橋（室津川、室戸市）
  - 平等津橋（平等津川、室戸市）
  - 元大橋（元川、室戸市）
  - 米ヶ谷高架橋（室戸市）
  - 米ヶ谷橋（米ヶ谷川、室戸市）
  - 吉良川大橋（吉良川、室戸市）
  - 羽根橋（羽根川、室戸市）
  - 奈半利川大橋（奈半利川、安芸郡奈半利町 - 安芸郡田野町）
  - 安田川大橋（安田川、安芸郡安田町）
  - 伊尾木川橋（伊尾木川、安芸市）
  - 安芸川橋（安芸川、安芸市）
  - 穴内橋（穴内川、安芸市）
  - 赤野橋（赤野川、安芸市）
  - 新物部川橋（延長361 m、物部川、安芸市 - 南国市）
  - 王子橋（王子川、南国市）
  - 田村橋（田村川、南国市）
  - 下田橋（下田川、南国市）
  - 明見川橋（明見川橋、高知市、国道32号重複区間内）
  - 新葛島橋（延長154.6 m、国分川、高知市、国道32号重複区間内)
  - 木屋橋（新堀川、高知市、国道32号重複区間内）

#### トンネル
- 徳島県
  - 赤石トンネル（下り線）：延長346 m、1995年（平成7年）竣工、小松島市
  - 赤石トンネル（上り線）：延長346 m、1991年（平成3年）竣工、小松島市
  - 鉦打トンネル：延長301 m、1988年（昭和63年）竣工、阿南市
  - 福井トンネル：延長175 m、1972年（昭和47年）竣工、阿南市
  - 星越トンネル：延長230 m、1973年（昭和48年）竣工、阿南市
  - 久望トンネル：延長137 m、1969年（昭和44年）竣工、海部郡美波町
  - 一ノ坂トンネル：延長224 m、1970年（昭和45年）竣工、海部郡美波町
  - 奥潟トンネル：延長100 m、1970年（昭和45年）竣工、海部郡美波町
  - 日和佐トンネル：延長690 m、幅員8 m、1970年（昭和45年）竣工[19]、海部郡美波町
  - 山河内トンネル：延長124 m、1969年（昭和44年）竣工、海部郡美波町
  - 牟岐トンネル：延長70 m、1967年（昭和42年）竣工、海部郡牟岐町
  - 八坂トンネル：延長210 m、1968年（昭和43年）竣工、海部郡牟岐町
  - 内妻トンネル：延長253 m、幅員11 m、1982年（昭和57年）竣工[19]、海部郡牟岐町
  - 古江トンネル：延長144 m、1980年（昭和55年）竣工、海部郡牟岐町
  - 福良トンネル：延長265 m、幅員9.5 m、1987年（昭和62年）竣工[19]、海部郡海陽町
  - 鯖瀬トンネル：延長98 m、1992年（平成4年）竣工、海部郡海陽町
  - 大砂トンネル：延長198 m、1994年（平成6年）竣工、海部郡海陽町
  - 太田トンネル：延長198 m、1970年（昭和45年）竣工、海部郡海陽町
  - 水床トンネル：延長638 m、幅員8 m、1972年（昭和47年）竣工[19]、海部郡海陽町 - 高知県安芸郡東洋町[注釈 4] - 徳島県海部郡海陽町
- 高知県
  - 甲浦坂トンネル：延長150 m、1968年（昭和43年）竣工、安芸郡東洋町
  - 相間トンネル：延長288 m、1993年（平成5年）竣工、安芸郡東洋町
  - 手結山トンネル：延長193 m、1979年（昭和54年）竣工、香南市

#### 道の駅
- 徳島県
  - 公方の郷なかがわ（阿南市、「公方の里なかがわ」から「阿南市那賀川」に改名後、再度改名）
  - 日和佐（海部郡美波町）
  - 宍喰温泉（海部郡海陽町）
- 高知県
  - 東洋町（安芸郡東洋町）
  - キラメッセ室戸（室戸市）
  - 田野駅屋（安芸郡田野町）
  - やす（香南市）
- 高知県の旧道における道の駅
  - 大山（安芸市）- 2015年2月28日まで。大山道路開通のため安芸市道旧国道線へ登録路線変更。

#### 休憩所（トイレあり）
- 高知県

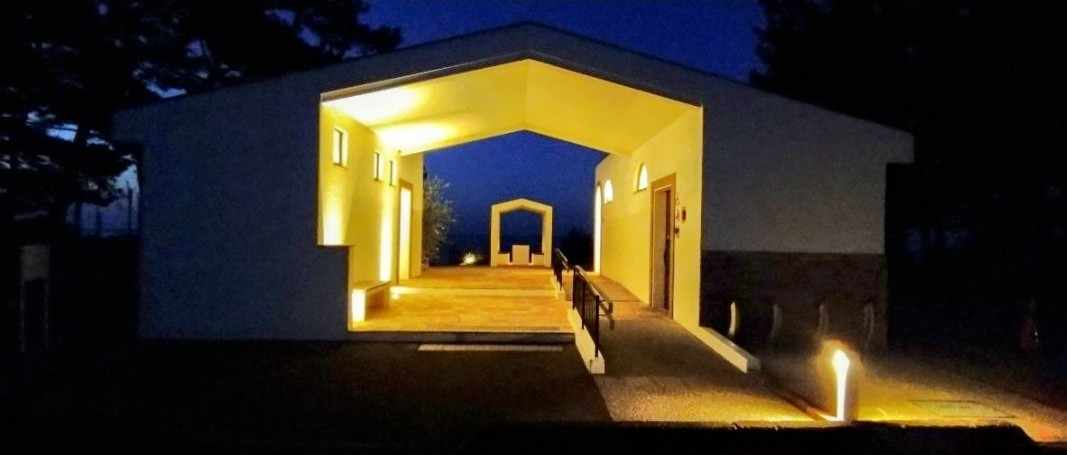
唐浜休憩所

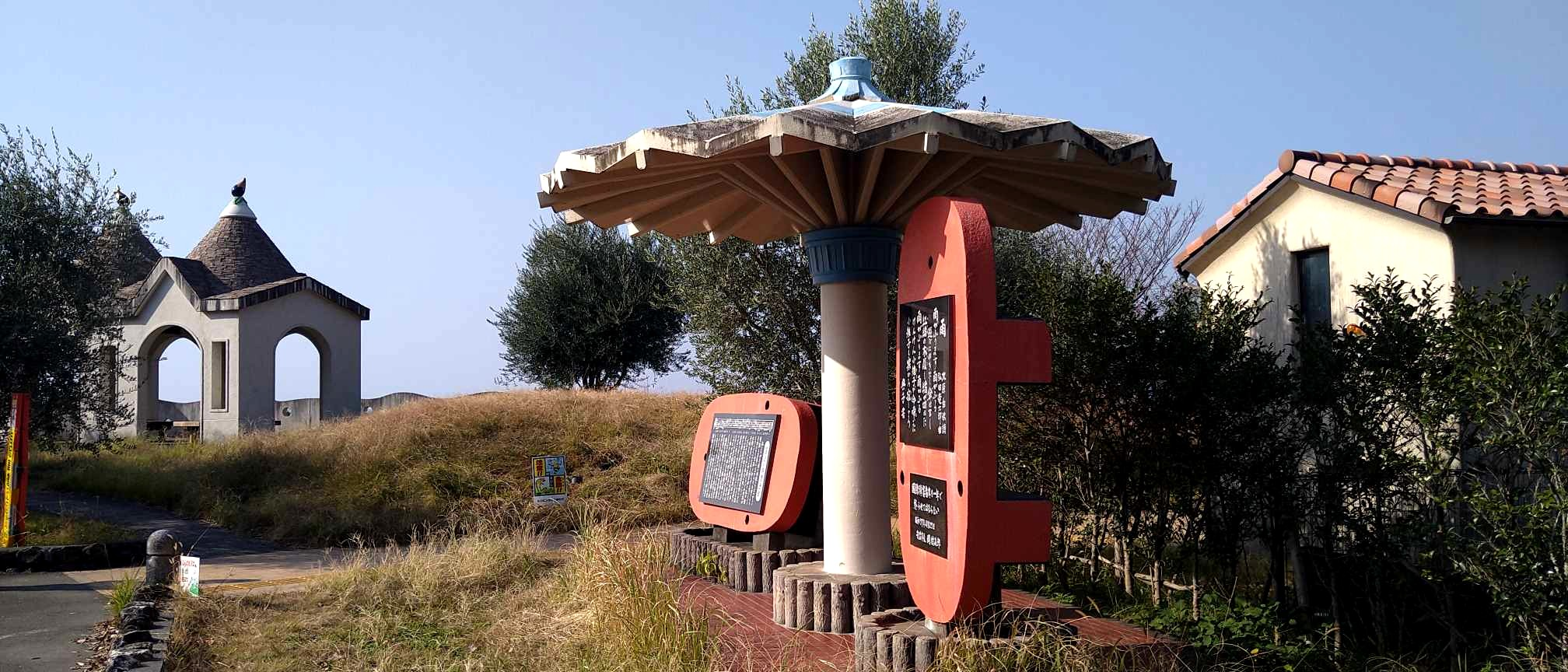
赤野休憩所

  - 唐浜（とうのはま）休憩所（安芸郡安田町）
  - 赤野休憩所（安芸市）

#### 遍路小屋
歩き遍路のための休憩小屋が設置されている。
- 徳島県
  - 露ケ本遍路休憩所（徳島中央ロータリークラブ設置） 小松島市中郷町
  - 遍路小屋4号「鉦打」2002年（平成14年）9月28日（「四国八十八ヶ所ヘンロ小屋プロジェクト」を支援する会設置）阿南市福井町鉦打
  - 休憩所2004年（平成16年）12月3日（国土交通省四国地方整備局設置）阿南市福井町日ノ地
  - 遍路小屋52号「日和佐海賊舟」2014年（平成26年）10月25日（「四国八十八ヶ所ヘンロ小屋プロジェクト」を支援する会設置）海部郡美波町北河内字本村
  - 遍路小屋40号「日和佐」2010年（平成22年）8月13日（「四国八十八ヶ所ヘンロ小屋プロジェクト」を支援する会設置）海部郡美波町山河内字横川32番地1
  - 遍路小屋50号「牟岐」2014年（平成26年）7月5日（「四国八十八ヶ所ヘンロ小屋プロジェクト」を支援する会設置）海部郡牟岐町中村
  - 遍路小屋1号「香峰」2001年（平成13年）12月5日（「四国八十八ヶ所ヘンロ小屋プロジェクト」を支援する会設置）海部郡海陽町四方原
  - 遍路小屋39号「NASA」2010年（平成22年）3月6日（「四国八十八ヶ所ヘンロ小屋プロジェクト」を支援する会設置）海部郡海陽町奥浦字鹿ヶ谷
  - 遍路小屋6号「宍喰」2003年（平成15年）4月9日（「四国八十八ヶ所ヘンロ小屋プロジェクト」を支援する会設置）海部郡海陽町宍喰浦

### 通行規制
高知県室戸市室戸岬町三津地区（三津漁港前） - 室戸岬 - 室戸市浮津（室戸郵便局前）では、元日の未明から朝にかけ一方通行規制が敷かれる。これは初日の出見物客の車が室戸岬付近に集中して交通麻痺状態となるのを防ぐためにとられている措置であり、規制中、区間内の車は下り方向（高知市方面）にしか進めない。上り方向（徳島市方面）の代替コースは、室戸岬を経由しない高知県道202号椎名室戸線（こちらも規制時間帯は東行き一方通行）となる。また、徳島県内でも、1月は徳島駅伝があるため通行規制が敷かれる。

#### 事前通行規制区間
| 区間                                    | 距離    | 規制内容                 |
| --------------------------------------- | ------- | ------------------------ |
| 高知県室戸市佐喜浜 - 高知県安芸郡東洋町 | 08.9 km | 連続雨量230 mmで通行止め |
| 徳島県海部郡美波町 - 徳島県阿南市福井   | 10.1 km | 連続雨量300 mmで通行止め |

## 地理
徳島から高知まで室戸岬を経由して、紀伊水道と太平洋の海岸線沿いに道路が走る。室戸岬の前後30 kmの区間は、ほとんどが海を眺望する海辺の道となり、沿道には大小さまざまな港が点在する。

### 通過する自治体
- 徳島県
  - 徳島市 - 小松島市 - 阿南市 - 海部郡美波町 - 海部郡牟岐町 - 海部郡海陽町
- 高知県
  - 安芸郡東洋町 - 室戸市 - 安芸郡奈半利町 - 安芸郡田野町 - 安芸郡安田町 - 安芸市 - 安芸郡芸西村 - 香南市 - 南国市 - 高知市

### 交差する道路
阿南道路との接続路線については、当該路線記事も参照。
| 交差する道路 | 都道府県名 | 市町村名 | 市町村名 | 交差する場所    | 交差する場所             |
| --- | ---------- | -------- | -------- | --------------- | ------------------------ |
| 国道11号 国道28号 国道55号 重複区間終点                                                                                             | 徳島県     | 徳島市   | 徳島市   | かちどき橋1丁目 | 起点                     |
| 徳島県道120号徳島小松島線 徳島県道136号宮倉徳島線                                                                                   | 徳島県     | 徳島市   | 徳島市   | 万代町1丁目     | かちどき橋交差点         |
| 徳島県道203号鮎喰新浜線 重複区間起点                                                                                                | 徳島県     | 徳島市   | 徳島市   | 八万町          | 大野橋北詰交差点         |
| 国道192号 / 徳島南環状道路 徳島県道29号徳島環状線 徳島県道203号鮎喰新浜線 重複区間終点                                              | 徳島県     | 徳島市   | 徳島市   | 八万町          |                          |
| 徳島県道136号宮倉徳島線 重複区間起点                                                                                                | 徳島県     | 小松島市 | 小松島市 | 江田町          | 江田町敷地前交差点       |
| 徳島県道212号新浜勝浦線 | 徳島県     | 小松島市 | 小松島市 | 江田町          |                          |
| 徳島県道16号徳島上那賀線 徳島県道136号宮倉徳島線 重複区間終点 徳島県道402号阿南徳島自転車道線 重複区間起点                          | 徳島県     | 小松島市 | 小松島市 | 江田町          |                          |
| 徳島県道17号小松島港線 | 徳島県     | 小松島市 | 小松島市 | 前原町          | 前原町交差点             |
| E55四国横断自動車道（事業中） | 徳島県     | 小松島市 | 小松島市 | 前原町          | 小松島IC（事業中）       |
| 徳島県道33号小松島佐那河内線 | 徳島県     | 小松島市 | 小松島市 | 日開野町        | 日開野交差点             |
| 徳島県道136号宮倉徳島線 重複区間起点 徳島県道402号阿南徳島自転車道線 重複区間終点                                                   | 徳島県     | 小松島市 | 小松島市 | 日開野町        |                          |
| 徳島県道216号花園日開野線 | 徳島県     | 小松島市 | 小松島市 | 日開野町        |                          |
| 徳島県道136号宮倉徳島線 重複区間終点                                                                                                | 徳島県     | 小松島市 | 小松島市 | 芝生町          |                          |
| 徳島県道217号田野勢合線 | 徳島県     | 小松島市 | 小松島市 | 田野町          |                          |
| 徳島県道28号阿南小松島線 / バイパス                                                                                                 | 徳島県     | 小松島市 | 小松島市 | 立江町          |                          |
| 徳島県道28号阿南小松島線 | 徳島県     | 小松島市 | 小松島市 | 立江町          |                          |
| 徳島県道120号徳島小松島線 徳島県道130号大林津乃峰線                                                                                 | 徳島県     | 小松島市 | 小松島市 | 大林町          | 大林北交差点             |
| 徳島県道274号坂野羽ノ浦線 | 徳島県     | 小松島市 | 小松島市 | 坂野町          |                          |
| 徳島県道273号大京原今津浦和田津線 重複区間起点                                                                                      | 徳島県     | 阿南市   | 阿南市   | 那賀川町江野島  |                          |
| 徳島県道273号大京原今津浦和田津線 重複区間終点                                                                                      | 徳島県     | 阿南市   | 阿南市   | 那賀川町色ケ島  |                          |
| 徳島県道27号阿南那賀川線 | 徳島県     | 阿南市   | 阿南市   | 那賀川町工地    |                          |
| 徳島県道279号中島港線 徳島県道402号阿南徳島自転車道線 重複区間起点終点                                                              | 徳島県     | 阿南市   | 阿南市   | 那賀川町中島    |                          |
| 徳島県道277号中島古庄線 | 徳島県     | 阿南市   | 阿南市   | 那賀川町中島    | [ 注釈 6 ]               |
| 徳島県道191号富岡港南島線 | 徳島県     | 阿南市   | 阿南市   | 住吉町          |                          |
| 徳島県道23号富岡港線 徳島県道402号阿南徳島自転車道線 重複区間終点                                                                   | 徳島県     | 阿南市   | 阿南市   | 西路見町        | 阿南市西路見町交差点     |
| 徳島県道193号中林港線 徳島県道402号阿南徳島自転車道線 重複                                                                          | 徳島県     | 阿南市   | 阿南市   | 見能林町        |                          |
| 徳島県道285号戎山中林富岡港線 | 徳島県     | 阿南市   | 阿南市   | 見能林町        |                          |
| 徳島県道285号戎山中林富岡港線 / 旧道                                                                                                | 徳島県     | 阿南市   | 阿南市   | 見能林町        |                          |
| 徳島県道285号戎山中林富岡港線 / 別線                                                                                                | 徳島県     | 阿南市   | 阿南市   | 津乃峰町        |                          |
| 国道55号 / 阿南道路 徳島県道130号大林津乃峰線                                                                                       | 徳島県     | 阿南市   | 阿南市   | 津乃峰町        | 阿南市津乃峰町交差点     |
| 徳島県道286号津乃峰筒崎線 | 徳島県     | 阿南市   | 阿南市   | 津乃峰町        |                          |
| 国道195号 重複区間終点 | 徳島県     | 阿南市   | 阿南市   | 橘町            | 橘西交差点               |
| 徳島県道35号阿南相生線 | 徳島県     | 阿南市   | 阿南市   | 橘町            |                          |
| 徳島県道26号由岐大西線 | 徳島県     | 阿南市   | 阿南市   | 福井町          |                          |
| 徳島県道24号羽ノ浦福井線 | 徳島県     | 阿南市   | 阿南市   | 福井町          |                          |
| 徳島県道284号山口鉦打線 | 徳島県     | 阿南市   | 阿南市   | 福井町          |                          |
| 徳島県道200号蒲生田福井線 | 徳島県     | 阿南市   | 阿南市   | 福井町          |                          |
| E55 日和佐道路・福井道路 | 徳島県     | 阿南市   | 阿南市   | 福井町          | 小野IC                   |
| 徳島県道25号日和佐小野線 | 徳島県     | 阿南市   | 阿南市   | 福井町          |                          |
| 徳島県道289号赤松由岐線 重複区間起点                                                                                                | 徳島県     | 海部郡   | 美波町   | 北河内          |                          |
| 徳島県道289号赤松由岐線 重複区間終点                                                                                                | 徳島県     | 海部郡   | 美波町   | 北河内          |                          |
| 徳島県道19号阿南鷲敷日和佐線 | 徳島県     | 海部郡   | 美波町   | 北河内          |                          |
| 徳島県道294号北河内奥河内線 | 徳島県     | 海部郡   | 美波町   | 北河内          |                          |
| E55 海部道路・日和佐道路 | 徳島県     | 海部郡   | 美波町   | 北河内          | 日和佐出入口             |
| 徳島県道36号日和佐上那賀線 | 徳島県     | 海部郡   | 美波町   | 奥河内          |                          |
| 徳島県道25号日和佐小野線 | 徳島県     | 海部郡   | 美波町   | 奥河内          |                          |
| 徳島県道147号日和佐牟岐線 / 南阿波サンライン                                                                                        | 徳島県     | 海部郡   | 美波町   | 奥河内          |                          |
| 徳島県道37号牟岐海南線 | 徳島県     | 海部郡   | 牟岐町   | 大字河内        |                          |
| 徳島県道135号牟岐港牟岐停車場線 徳島県道147号日和佐牟岐線 重複区間起点                                                              | 徳島県     | 海部郡   | 牟岐町   | 大字中村        |                          |
| 徳島県道147号日和佐牟岐線 重複区間終点                                                                                              | 徳島県     | 海部郡   | 牟岐町   | 大字中村        |                          |
| 徳島県道196号浅川港線 | 徳島県     | 海部郡   | 海陽町   | 浅川            |                          |
| 徳島県道299号四方原海部線 | 徳島県     | 海部郡   | 海陽町   | 四方原          |                          |
| 国道193号 徳島県道253号山川海南線                                                                                                   | 徳島県     | 海部郡   | 海陽町   | 大里            |                          |
| 徳島県道197号鞆奥港線 | 徳島県     | 海部郡   | 海陽町   | 奥浦            |                          |
| 徳島県道298号上皆津奥浦線 | 徳島県     | 海部郡   | 海陽町   | 奥浦            |                          |
| 徳島県道301号久尾宍喰浦線 | 徳島県     | 海部郡   | 海陽町   | 久保            |                          |
| 徳島県道309号金目宍喰浦線 | 徳島県     | 海部郡   | 海陽町   | 久保            |                          |
| 徳島県道309号金目宍喰浦線 | 徳島県     | 海部郡   | 海陽町   | 宍喰浦          | [ 注釈 7 ]               |
| 徳島県道309号金目宍喰浦線 | 徳島県     | 海部郡   | 海陽町   | 宍喰浦          |                          |
| 高知県道201号甲浦港線 | 高知県     | 安芸郡   | 東洋町   | 大字河内        | 東洋町甲浦交差点         |
| 国道493号 高知県道12号安田東洋線 | 高知県     | 安芸郡   | 東洋町   | 大字野根丙      | 東洋町野根交差点         |
| 高知県道368号佐喜浜吉良川線 | 高知県     | 室戸市   | 室戸市   | 佐喜浜町        |                          |
| 高知県道202号椎名室戸線 | 高知県     | 室戸市   | 室戸市   | 室戸岬町        | 室戸市室戸岬町三津交差点 |
| 高知県道203号室戸公園線 | 高知県     | 室戸市   | 室戸市   | 室戸岬町        |                          |
| 高知県道203号室戸公園線 | 高知県     | 室戸市   | 室戸市   | 室津            | 室戸市室津交差点         |
| 高知県道202号椎名室戸線 | 高知県     | 室戸市   | 室戸市   | 浮津            | 室戸市浮津交差点         |
| 高知県道368号佐喜浜吉良川線 | 高知県     | 室戸市   | 室戸市   | 吉良川町乙      | 吉良川大橋交差点         |
| 国道493号 重複区間終点 | 高知県     | 安芸郡   | 奈半利町 | 乙              |                          |
| 高知県道205号奈半利港線 | 高知県     | 安芸郡   | 奈半利町 | 乙              |                          |
| 高知県道206号西谷田野線 | 高知県     | 安芸郡   | 田野町   |                 |                          |
| 高知県道12号安田東洋線 | 高知県     | 安芸郡   | 安田町   | 大字安田        |                          |
| 高知県道207号大久保伊尾木線 | 高知県     | 安芸市   | 安芸市   | 伊尾木          |                          |
| 高知県道208号奈比賀川北線 | 高知県     | 安芸市   | 安芸市   | 川北甲          |                          |
| 高知県道212号宮ノ上川北線 | 高知県     | 安芸市   | 安芸市   | 川北甲          | 安芸市川北交差点         |
| 高知県道29号安芸物部線 | 高知県     | 安芸市   | 安芸市   | 港町2丁目       |                          |
| 高知県道389号安芸中インター線 | 高知県     | 安芸市   | 安芸市   | 幸町            |                          |
| 高知県道216号羽尾琴浜線 | 高知県     | 安芸郡   | 芸西村   | 和食甲          |                          |
| 国道55号 / 南国安芸道路 | 高知県     | 安芸郡   | 芸西村   | 西分甲          | 芸西西IC                 |
| 高知県道225号手結港線 | 高知県     | 香南市   | 香南市   | 夜須町手結      |                          |
| 高知県道51号夜須物部線 | 高知県     | 香南市   | 香南市   | 夜須町坪井      |                          |
| 高知県道221号奥西川岸本線 | 高知県     | 香南市   | 香南市   | 香我美町岸本    |                          |
| 高知県道227号山北岸本停車場線 | 高知県     | 香南市   | 香南市   | 香我美町岸本    | 香我美町岸本交差点       |
| 高知県道228号赤岡停車場線 | 高知県     | 香南市   | 香南市   | 赤岡町          |                          |
| 高知県道14号春野赤岡線 高知県道30号香北赤岡線                                                                                       | 高知県     | 香南市   | 香南市   | 赤岡町          | 赤岡町横町交差点         |
| 国道55号 / 南国安芸道路 | 高知県     | 香南市   | 香南市   | 野市町東野      | 香南のいちIC             |
| 高知県道22号龍河洞公園線 | 高知県     | 香南市   | 香南市   | 野市町東野      |                          |
| 高知県道240号遠崎野市線 | 高知県     | 香南市   | 香南市   | 野市町西野      |                          |
| 高知県道13号高知空港線 | 高知県     | 南国市   | 南国市   | 物部            |                          |
| 高知県道31号前浜植野線 | 高知県     | 南国市   | 南国市   | 田村            | 南国市田村交差点         |
| 南国広域農道 | 高知県     | 南国市   | 南国市   | 田村            |                          |
| 高知県道45号南国インター線 | 高知県     | 南国市   | 南国市   | 大そね甲        |                          |
| 国道32号 重複区間起点 高知県道375号なんこく南インター線                                                                             | 高知県     | 高知市   | 高知市   | 介良甲          |                          |
| 高知県道248号栗山大津線 | 高知県     | 高知市   | 高知市   | 介良乙          |                          |
| 高知県道243号田村高須線 | 高知県     | 高知市   | 高知市   | 高須1丁目       | 高知市介良通り交差点     |
| 国道55号 / バイパス 高知県道376号高知南インター線                                                                                   | 高知県     | 高知市   | 高知市   | 高須新町1丁目   | 高須新町一丁目交差点     |
| 国道195号 重複区間起点 | 高知県     | 高知市   | 高知市   | 知寄町3丁目     | 知寄町三丁目交差点       |
| 国道56号 重複区間起点 国道197号 重複区間起点                                                                                        | 高知県     | 高知市   | 高知市   | 知寄町1丁目     | 知寄町一丁目交差点       |
| 国道32号 / 別線 高知県道34号桂浜はりまや線                                                                                          | 高知県     | 高知市   | 高知市   | はりまや町1丁目 | はりまや交差点           |
| 国道32号 重複区間終点 国道33号 国道56号 重複区間終点 国道194号 国道195号 重複区間起点 国道197号 重複区間起点 国道493号 重複区間終点 | 高知県     | 高知市   | 高知市   | 本町5丁目       | 県庁前交差点 / 起点      |

### 交差する鉄道
- 牟岐線
- 阿佐海岸鉄道阿佐東線
- 土佐くろしお鉄道ごめん・なはり線

### 峠
- 徳島県
  - 星越峠（標高210 m、阿南市）
  - 寒葉坂（標高167 m、海部郡美波町 - 海部郡牟岐町）

## ギャラリー

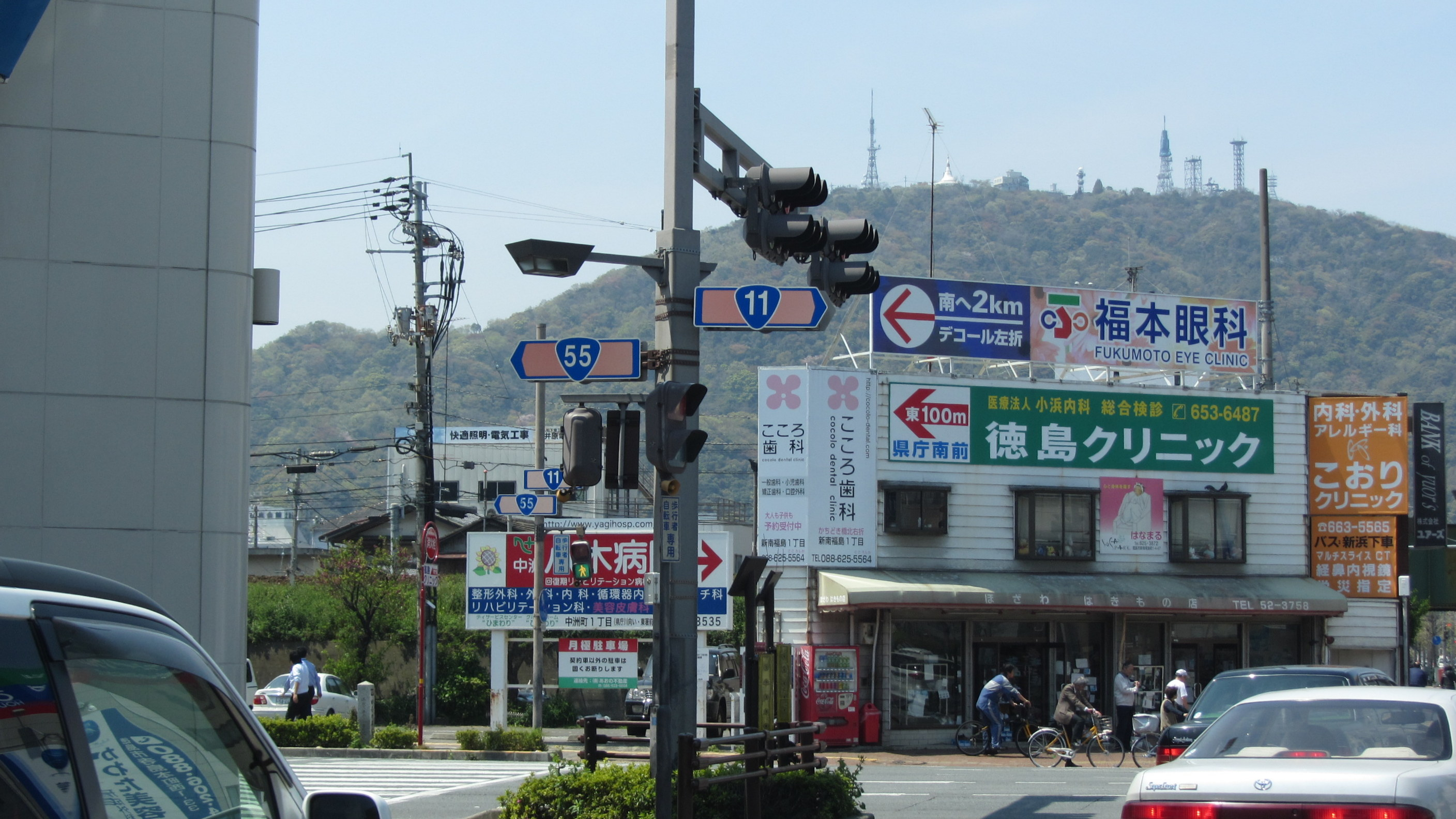
起点付近 徳島県徳島市 かちどき橋付近
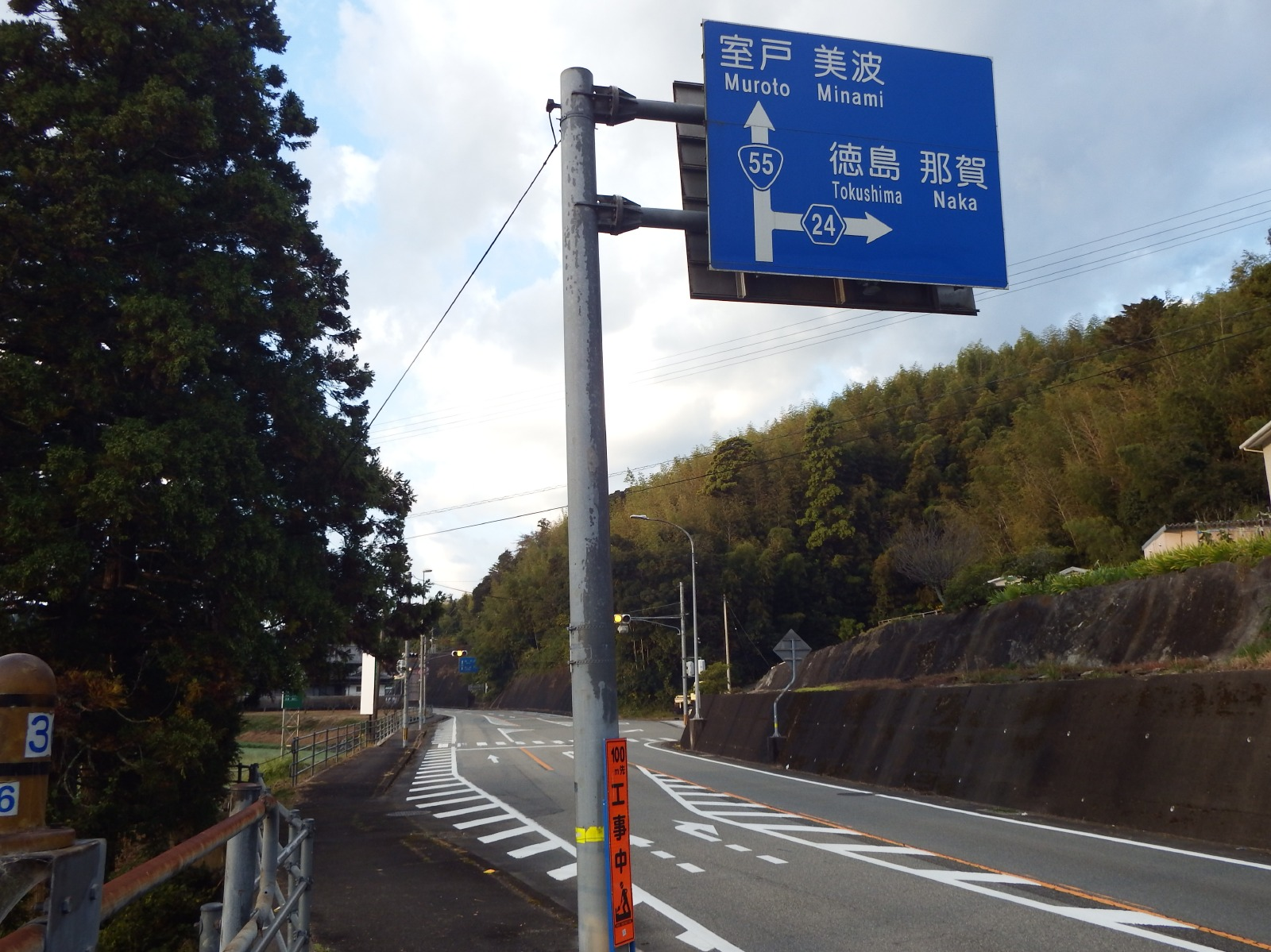
県道24号との交差点 徳島県阿南市福井町
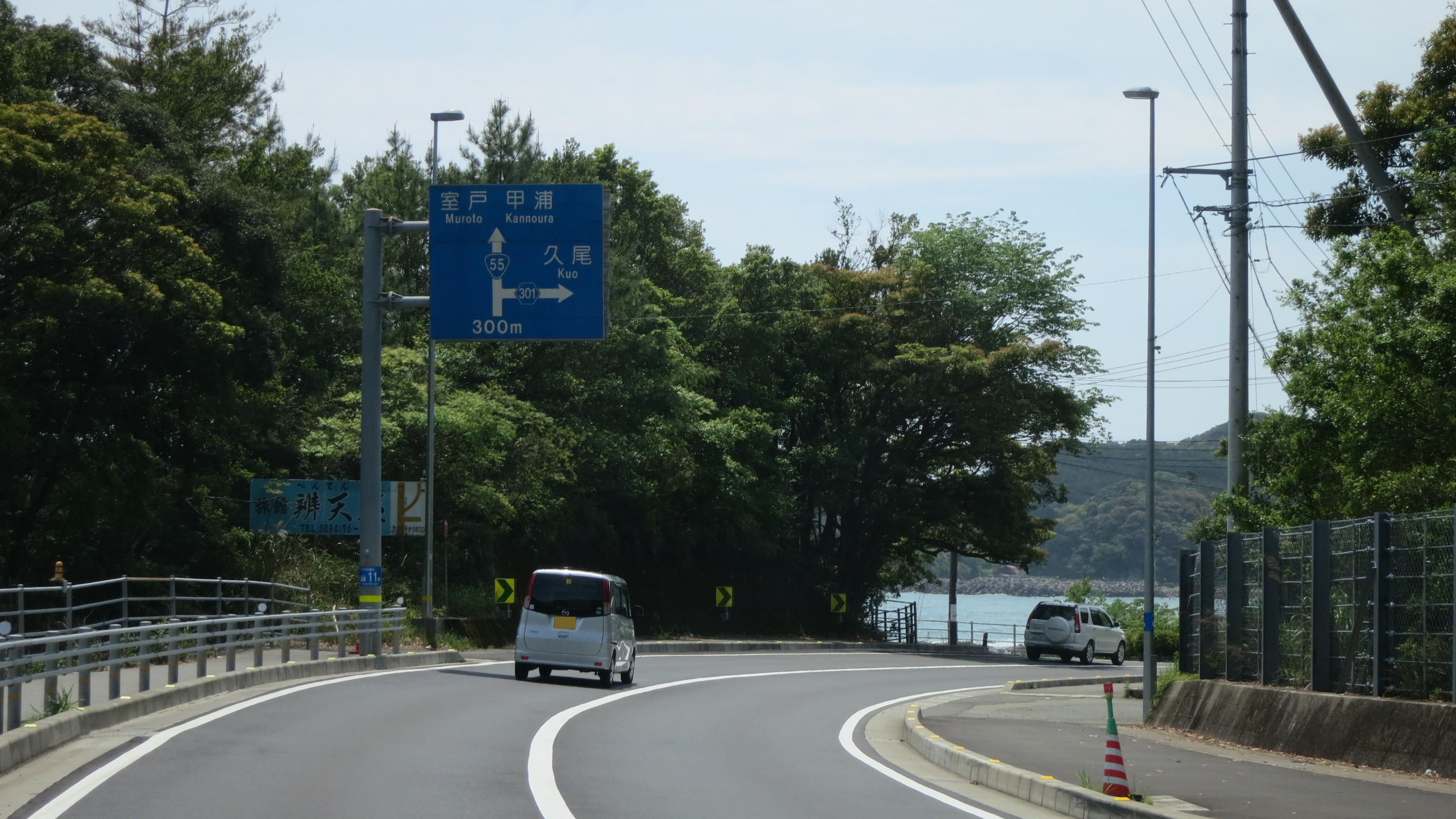
徳島県海部郡海陽町 宍喰浦松原
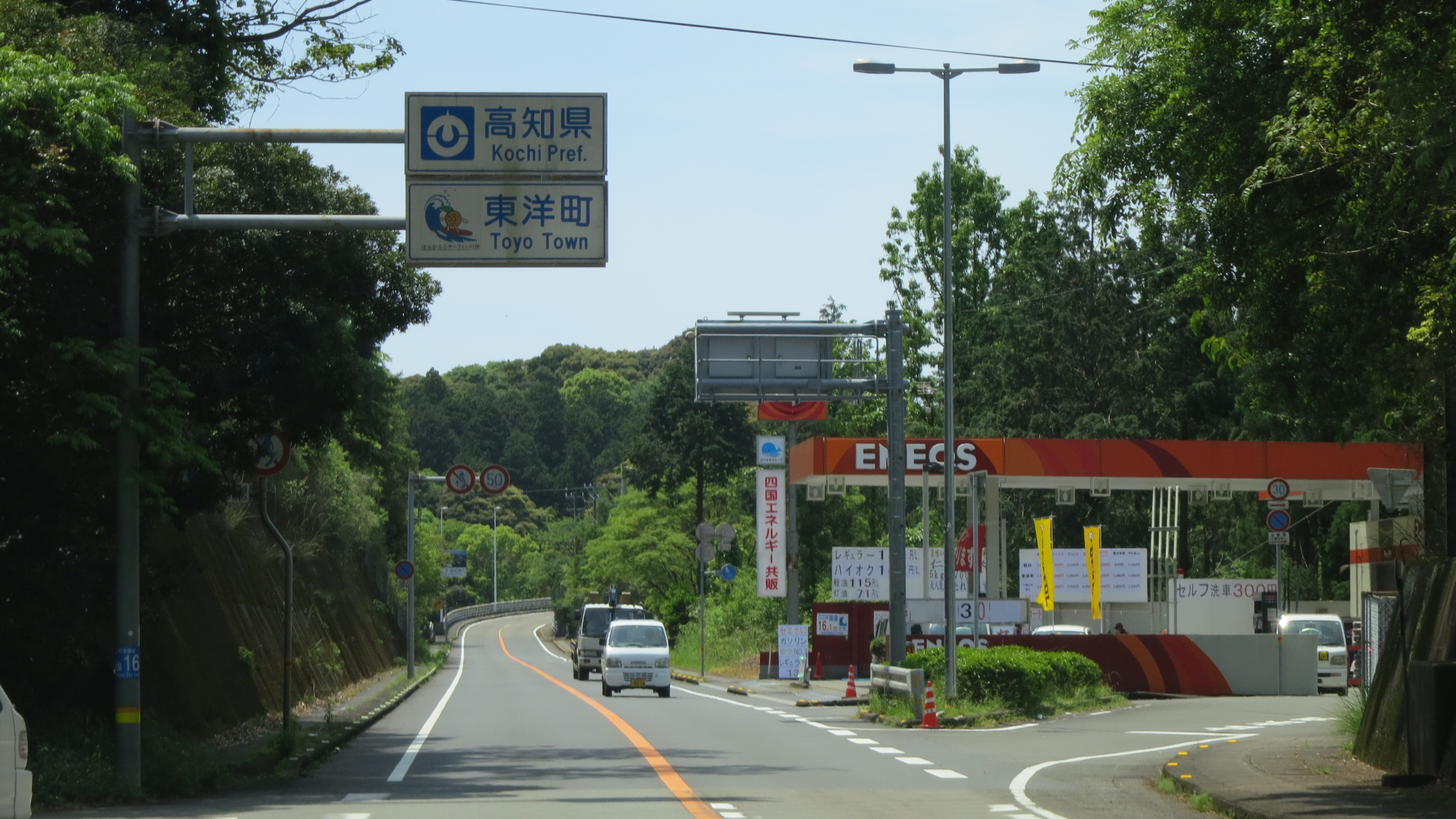
高知県境 高知県安芸郡東洋町
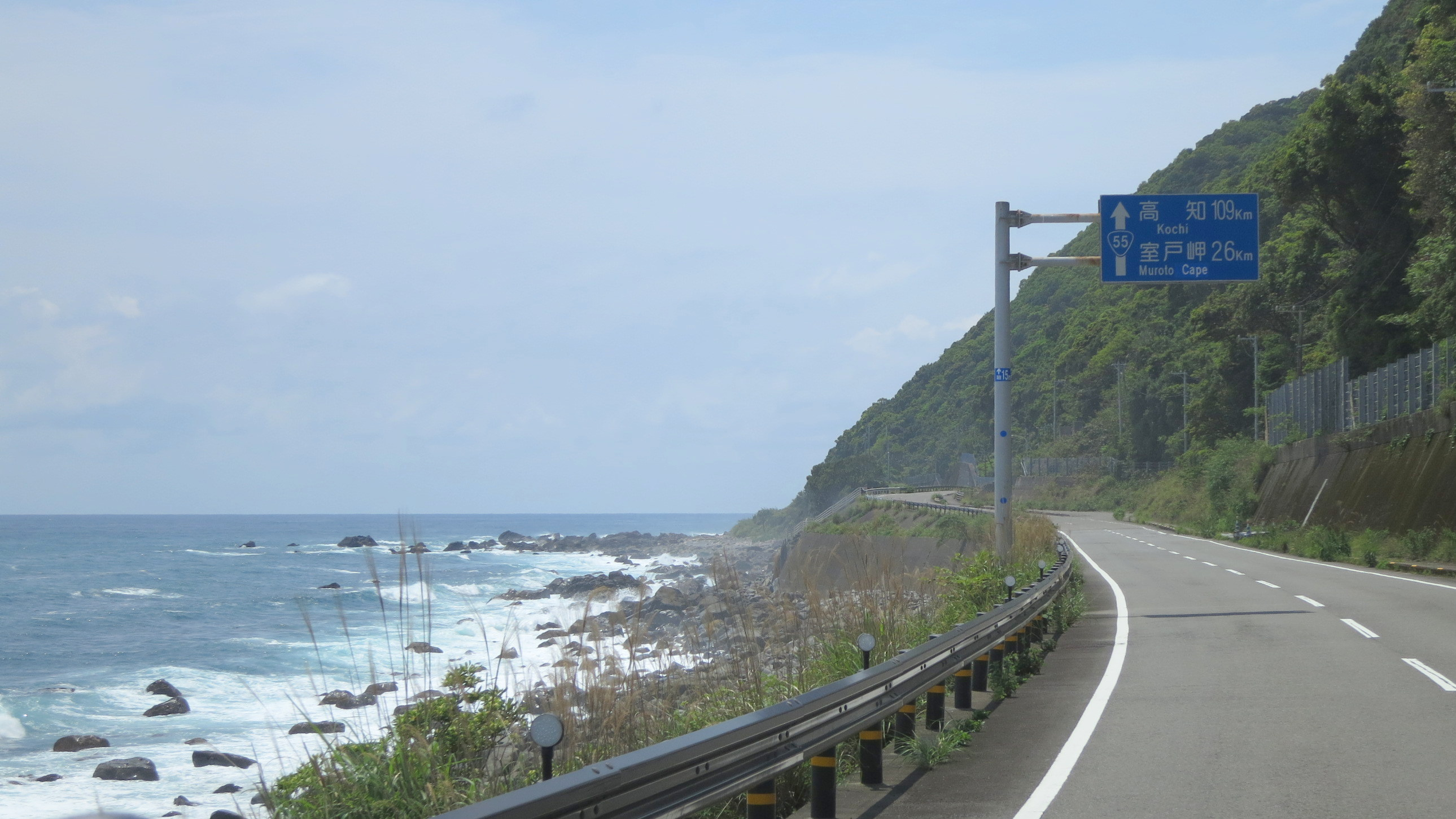
高知県安芸郡東洋町 野根丁